# Haemophilus sputorum
Espèce
Haemophilus sputorum est une espèce de bactéries à Gram négatif de la famille des Pasteurellaceae dans le phylum des Pseudomonadota.

## Taxonomie
Le nom correct complet (avec auteur) de ce taxon est Haemophilus sputorum Nørskov-Lauritsen et al. 2012. Le nom de cette espèce est effectivement validé en 2012 dans la liste no 146.

### Étymologie
L'étymologie de cette espèce H. sputorum vient du nom du prélèvement où elle a été isolée et est la suivante : spu.to’rum. L. neut. n. sputum, crachat; L. gen. neut. pl. n. sputorum, du crachat.